# Сломянка (Сокульський повіт)
Сломянка (пол. Słomianka) — село в Польщі, у гміні Сідра Сокульського повіту Підляського воєводства.
Населення — 78 осіб (2011).
У 1975—1998 роках село належало до Білостоцького воєводства.

## Демографія
Демографічна структура станом на 31 березня 2011 року:
|          | Загалом | Допрацездатний вік | Працездатний вік | Постпрацездатний вік |
| -------- | ------- | ------------------ | ---------------- | -------------------- |
| Чоловіки | 43      | 3                  | 32               | 8                    |
| Жінки    | 35      | 4                  | 15               | 16                   |
| Разом    | 78      | 7                  | 47               | 24                   |